# Aziz Rabbah
Aziz Rebbah (en arabe : عزيز رباح), né le 1er janvier 1962 à « Douar Tgari » dans la province de Sidi Kacem, est un homme politique marocain affilié au Parti de la justice et du développement (PJD). Le 3 janvier 2012, il a été nommé par le roi Mohammed VI ministre de l'Équipement et du Transport, à la suite de la constitution du gouvernement Benkiran. Le 5 avril 2017, il devient ministre de l'Énergie, des Mines et du Développement durable dans le gouvernement El Othmani.

## Biographie

### Origines et études
Après un baccalauréat en sciences mathématiques en 1981 au Lycée Mohammed V à Kénitra, Abdelaziz Rebbah poursuit ses études supérieures à l'Institut national de statistique et d'économie appliquée (INSEA) et en sort en 1985 avec un diplôme d'ingénieur analyste. En 1991, il part au Canada où il décroche un master en génie logiciel à l'Université Laval

### Carrière politique et professionnelle
Il travaille ensuite au cabinet de l'ancien premier ministre Driss Jettou.
Il a également été secrétaire général de la jeunesse du PJD. Lors des législatives de 2007, il devient député de la ville de Kénitra à la chambre des représentants, il garde son siège lors des législatives de 2011.
Il est élu au conseil municipal lors des élections communales de 2009.
Le 23 juin 2009, il devient maire de la ville de Kénitra pour un mandat de 6 ans.
Il est nommé ministre de l'Équipement et du Transport le 3 janvier 2012 dans le gouvernement dirigé par Abdelilah Benkirane.

### Affaire des agréments
Lors de son mandat au poste de ministre de l'Équipement et du Transport dans le gouvernement Benkirane, Abdelaziz Rebbah a créé la polémique le 29 février 2012 en annonçant la liste des bénéficiaires des agréments de transport autoroutier.
Cette liste comporte 3 681 autorisations de transport profitant à 1 478 personnes physiques ou morales. Restée pendant longtemps sujet tabou, la publication de cette liste a suscité un vif débat sur la scène publique au Maroc.